# كاسغان عليا
كاسغان عليا هي قرية في مقاطعة سميرم، إيران. يقدر عدد سكانها بـ 14 نسمة بحسب إحصاء 2016.